# Tony Moreno
Tony Moreno (Manhattan (New York), 13 maart 1956) is een Amerikaanse jazzdrummer.

## Biografie
Tony Moreno is de zoon van de harpiste en muziekgeleerde Nina Dunkel Moreno, een leerlinge van Nadia Boulanger. Op 4-jarige leeftijd kreeg hij pianoles aan de New Yorkse Dalcroze School of Music en op 10-jarige leeftijd kreeg hij zijn eerste drumles bij Stan Koor. Van zijn 11e tot zijn 17e levensjaar was hij leerling van Elvin Jones aan het Professional Percussion Center.
Na zijn bezoek aan de Manhattan School of Music woonde en werkte hij zes jaar lang in Europa. Hij trad op met onder andere Dave Phillips, Freedance (met John O'Gallagher, Rez Abbasi) en het trio van Jürgen Friedrich (met John Hébert). Tussen 2005 en 2007 toerde hij met Friedrichs trio en Dave Liebman door Duitsland, Zwitserland en de Verenigde Staten. Hij speelde verder met het Timuçin Şahin/Greg Osby Quartet, het Jean-Michel Pilc Trio, Art Lande en het Fred Favarel Quartet.
Hij nam meerdere albums op als trio met Bruce Arnold en Ratzo Harris. De band trad in 2005 en 2006 ook in Moskou op. Verder is Moreno lid van het kwartet van Kendra Shank (met Frank Kimbrough en Dean Johnson) en de band Global Motion (met Marc Mommaas, Nicolaj Hess en John Hébert). Hij heeft ook filmmuziek geschreven en hij onderwijst jazz aan de New York University en de Columbia University.

## Discografie
- Fred Favarel Group: The Search met Richie Beirach, Peter Herbert, Dave Pietro, John O'Gallagher, Tim Ries, Oscar Noriega, Mark Feldman, Erik Friedlander
- Bruce Arnold: A Few Dozen
- Frank Kimbrough: Noumena met Scott Robinson, Ben Monder
- Riccardo Luppi en Stefano Battaglia: Mnemosine met Paolino Della Porta
- Jürgen Friedrich Trio: Surfacing
- Kendra Shank: Reflections
- Dave Phillips & Freedance
- Gene Shimosato: One World Tribe met Lonnie Plaxico, Ravi Coltrane, Takuya Nakamura
- Haze Greenfield: Providence met Jaki Byard, Dean Johnson
- Penelope Tobin: When met Mark Feldman, Dean Johnson, Chico Freeman
- Steve Doyle: Presence met Dave Stryker, Chris Potter
- Rez Abbasi: Modern Memory met Tim Hagans, Gary Thomas, Michael Formanek, Scott Whitfield
- Jayson-Erik Caste: You Taught My Heart To Sing met Russ Lossing, Billy Drewes, Dean Johnson
- Peggy Stern: Actual Size met Ron Horton, Harvie S, Memo Acevedo, Bernard Purdie, Art Baron, John McKenna, Arther Kell
- Roberto Bonati: Circles met Mario Piacentini, Paul McCandless
- Steve Amirault: Reflecting Images met Sean Conly
- Mark Mommaas and Global Motion met Nicolai Hess, John Hebert en Rez Abbasi
- Mario Piacentini Trio: Canto Atavico met Roberto Bonati
- Sean Conly: The Invisibles met Ben Monder, Tony Malaby, John O'Gallagher
- Quartetto: Moire Signum met Stefano Battaglia, Paulino Della Porta, Riccardo Luppi
- Diane Hubka: Look No Further met John Hart, Frank Kimbrough, Dean Johnson, Scott Whitfield
- Spooky Actions: Music of Webern met Bruce Arnold, John Gunther, Peter Herbert
- Short Stories (Mayimba, 2017), met Jean-Michel Pilc, Ron Horton, Marc Mommaas, Ugonna Okegwo

- Bibliothèque nationale de France: cb14208636n (data)
- Gemeinsame Normdatei: 135448344
- International Standard Name Identifier: 0000 0000 8366 3045
- Library of Congress Control Number: no98034448
- MusicBrainz: 612623ed-59c7-41ae-b545-3caa412ba5f9
- Nationale Bibliotheek van Israël: 987007343170405171
- Virtual International Authority File: 26678431